# Morti il 17 novembre
| Questa pagina contiene informazioni ricavate automaticamente dalle voci biografiche con l'ausilio del template Bio e di un bot. L'aggiornamento è periodico e automatico e ricostruisce completamente la pagina. Se manca una persona in questa lista, sei pregato di non aggiungerla, ma accertati piuttosto che la sua voce biografica contenga il template Bio e che i dati anagrafici siano correttamente compilati. Se il template Bio manca, inseriscilo tu stesso o, in alternativa, metti l'avviso {{tmp\|Bio}} che ne segnala la mancanza. Se i dati riportati sono sbagliati, correggi direttamente la voce biografica; le modifiche saranno visibili in questa lista entro pochi giorni. Per chiarimenti vedi il progetto biografie. La lista contiene solo le 513 persone che sono citate nell'enciclopedia e per le quali è stato implementato correttamente il template Bio. Pagina aggiornata al 13 ago 2025. |

## IV secolo(2)
- 312 - Laverio, militare romano
- 375 - Valentiniano I, imperatore e militare romano (n. 321)

## V secolo(1)
- 474 - Leone II, imperatore romano (n. 467)

## VI secolo(2)
- 559 - Namazio di Vienne, vescovo e santo franco (n. 486)
- 594 - Gregorio di Tours, vescovo francese

## VII secolo(2)
- 641 - Jomei, imperatore giapponese (n. 593)
- 680 - Ilda di Whitby, religiosa e santa inglese (n. 614)

## IX secolo(1)
- 885 - Liutgarda di Sassonia, nobile tedesca

## X secolo(1)
- 966 - Sancho I di León, re spagnolo

## XII secolo(2)
- 1188 - Usama ibn Munqidh, storico, letterato e politico arabo (n. 1095)
- 1200 - Ugo di Lincoln, vescovo cattolico e santo inglese

## XIII secolo(3)
- 1215 - Giles de Braose, vescovo cattolico britannico
- 1231 - Elisabetta d'Ungheria, nobile e santa ungherese (n. 1207)
- 1268 - Salomea di Polonia, nobile e religiosa polacca (n. 1211)

## XIV secolo(2)
- 1302 - Gertrude di Helfta, religiosa e santa tedesca (n. 1256)
- 1326 - Edmund FitzAlan, IX conte di Arundel, nobile inglese (n. 1285)

## XV secolo(6)
- 1406 - Bernardo Alighieri, notaio italiano
- 1417 - Evrenos Bey, militare ottomano
- 1420 - Kara Yusuf, sovrano turkmeno
- 1426 - Nikon di Troice-Sergieva, monaco cristiano e santo russo
- 1457 - Danjong di Joseon, re coreano (n. 1441)
- 1494 - Giovanni Pico della Mirandola, umanista e filosofo italiano (n. 1463)

## XVI secolo(16)
- 1503 - Bona di Savoia, duchessa (n. 1449)
- 1525 - Eleonora di Viseu, regina (n. 1458)
- 1532 - Tullio Lombardo, scultore e architetto italiano
- 1533 - Sisto Locatelli, religioso italiano (n. 1463)
- 1549 - Iacopo Meleghino, economista e architetto italiano (n. 1480)
- 1558 - Hugh Aston, compositore inglese
- 1558 - Maria I d'Inghilterra, regina inglese (n. 1516)
- 1558 - Reginald Pole, cardinale e arcivescovo cattolico inglese (n. 1500)
- 1562 - Antonio di Borbone-Vendôme, sovrano francese (n. 1518)
- 1566 - Annibale Caro, traduttore, poeta e numismatico italiano (n. 1507)
- 1566 - Raffaellino del Colle, pittore italiano (n. 1495)
- 1572 - Johannes Wolf, teologo, biblista e pastore protestante svizzero (n. 1521)
- 1573 - Juan Ginés de Sepúlveda, umanista, scrittore e presbitero spagnolo (n. 1490)
- 1584 - Eric II di Brunswick-Calenberg, nobile tedesco (n. 1528)
- 1586 - Juan de Zúñiga y Requeséns, diplomatico e politico spagnolo (n. 1539)
- 1600 - Kuki Yoshitaka, militare giapponese (n. 1542)

## XVII secolo(21)
- 1611 - Nicola Enrico di Borbone-Francia, principe francese (n. 1607)
- 1617 - Dorotea di Sassonia, religiosa tedesca (n. 1591)
- 1622 - Luigi Battista Baccarini, abate italiano
- 1624 - Jacob Böhme, filosofo, teologo e mistico tedesco (n. 1575)
- 1624 - Fabrizio Verallo, cardinale e vescovo cattolico italiano (n. 1560)
- 1628 - Juan del Castillo, missionario e gesuita spagnolo (n. 1596)
- 1632 - Gottfried Heinrich, conte di Pappenheim, generale tedesco (n. 1594)
- 1632 - Enrico di Schomberg, generale francese (n. 1575)
- 1634 - Giacinto Giordano Ansalone, religioso italiano (n. 1598)
- 1648 - Thomas Ford, liutista e compositore inglese
- 1651 - Fausto Caffarelli, arcivescovo cattolico italiano (n. 1595)
- 1653 - Giovanna di Braganza, nobile portoghese (n. 1636)
- 1659 - Baldassarre Bonifacio, scrittore, poeta e vescovo cattolico italiano (n. 1585)
- 1659 - Giovanni Pietro Puricelli, presbitero e storico italiano (n. 1589)
- 1663 - Biagio Marini, violinista e compositore italiano (n. 1594)
- 1664 - Nicolas Perrot d'Ablancourt, traduttore e scrittore francese (n. 1606)
- 1665 - John Earle, vescovo anglicano inglese (n. 1601)
- 1673 - Jacob van der Does, incisore, pittore e disegnatore olandese (n. 1623)
- 1690 - Charles de Sainte-Maure, letterato francese (n. 1610)
- 1698 - Ataullah Muhammad Shah II di Kedah, sovrano malese
- 1698 - Cristiano di Schleswig-Holstein-Sonderburg-Glücksburg, duca (n. 1627)

## XVIII secolo(25)
- 1704 - Valentin Heins, matematico tedesco (n. 1637)
- 1714 - Biagio Pangallo, ingegnere navale italiano
- 1722 - Enrico II di Reuss-Greiz, nobile tedesco (n. 1696)
- 1727 - Giuseppe Rolli, pittore e incisore italiano (n. 1645)
- 1739 - Maria Amalia di Brandeburgo, principessa (n. 1670)
- 1747 - Alain-René Lesage, romanziere e commediografo francese (n. 1668)
- 1752 - Francesco Pertusati, arcivescovo cattolico italiano (n. 1679)
- 1754 - Aleksandr Grigor'evič Stroganov, politico e ufficiale russo (n. 1698)
- 1757 - Maria Giuseppa d'Austria, nobile austriaca (n. 1699)
- 1758 - Gian Giacomo Veneroso, doge (n. 1701)
- 1763 - Alessandro Teodoro Trivulzio, nobile e politico italiano (n. 1694)
- 1766 - Cristiano Carlo Reinardo di Leiningen-Dachsburg-Falkenburg-Heidesheim, nobiluomo tedesco (n. 1695)
- 1768 - Thomas Pelham-Holles, I duca di Newcastle-upon-Tyne, politico inglese (n. 1693)
- 1770 - Gian Francesco de Majo, compositore italiano (n. 1732)
- 1771 - Tobias Smollett, scrittore, storico e traduttore scozzese (n. 1721)
- 1772 - Luigi II Sanseverino, nobile e funzionario italiano (n. 1705)
- 1776 - Stefano Blascovich, vescovo cattolico dalmata (n. 1689)
- 1776 - James Ferguson, astronomo scozzese (n. 1710)
- 1777 - Pratap Singh Shah, re nepalese (n. 1751)
- 1781 - Bernard-Joseph Saurin, drammaturgo, scrittore e poeta francese (n. 1706)
- 1788 - Carlo Camuzi, patriarca cattolico italiano (n. 1706)
- 1789 - Charlotte Stuart, duchessa di Albany, nobile scozzese (n. 1753)
- 1793 - Jean Nicolas Houchard, generale francese (n. 1739)
- 1796 - Caterina II di Russia, russa (n. 1729)
- 1797 - Alessandro Speranza, compositore italiano (n. 1724)

## XIX secolo(69)
- 1802 - John Mathews, politico e avvocato statunitense (n. 1744)
- 1804 - Sultan bin Ahmad, sovrano omanita (n. 1755)
- 1808 - Mustafa IV, sultano ottomano (n. 1779)
- 1812 - Stanislao Canovai, religioso, matematico e storico italiano (n. 1740)
- 1813 - William Franklin, militare e politico britannico (n. 1730)
- 1813 - Louis Marie Narbonne Lara, generale e diplomatico francese (n. 1755)
- 1814 - Gottfried Mind, pittore svizzero (n. 1768)
- 1815 - Luigi Asioli, cantante e compositore italiano (n. 1778)
- 1815 - Joseph Habersham, politico e militare statunitense (n. 1751)
- 1816 - Dorothea Viehmann, cantastorie tedesca (n. 1755)
- 1818 - Carlotta di Meclemburgo-Strelitz, regina britannica (n. 1744)
- 1820 - Henri Hamal, compositore belga (n. 1744)
- 1822 - Francesco Gianni, poeta italiano (n. 1750)
- 1822 - Joaquim Machado de Castro, scultore portoghese (n. 1731)
- 1825 - Adam Czarnocki, archeologo e slavista polacco (n. 1784)
- 1827 - William Belsham, politico e storico inglese (n. 1752)
- 1828 - Francesco Caucig, pittore e disegnatore sloveno (n. 1755)
- 1829 - Ekaterina Alekseevna Volkonskaja, nobildonna russa (n. 1754)
- 1830 - Petrus Johannes van Regemorter, pittore fiammingo (n. 1755)
- 1831 - Joanna Grudzińska, nobildonna polacca (n. 1795)
- 1832 - Luigi Ruffo Scilla, cardinale e arcivescovo cattolico italiano (n. 1750)
- 1833 - Bernard Molitor, ebanista francese (n. 1755)
- 1835 - Daniele Francesconi, archeologo, storico e bibliotecario italiano (n. 1761)
- 1838 - François Broussais, medico francese (n. 1772)
- 1839 - Pierre Louis Jean Casimir de Blacas, antiquario e diplomatico francese (n. 1771)
- 1842 - Luigi Capotorti, compositore e violinista italiano (n. 1767)
- 1842 - John Varley, pittore e astrologo britannico (n. 1778)
- 1845 - James Grimston, I conte di Verulam, nobile e politico inglese (n. 1775)
- 1846 - Paolo Assalini, medico italiano (n. 1759)
- 1846 - Emily Karlovna Stjernvall, nobildonna svedese (n. 1810)
- 1847 - Francesco Saverio Caruana, vescovo cattolico e patriota maltese (n. 1759)
- 1847 - Silvestro Dandolo, ammiraglio italiano (n. 1766)
- 1848 - François XIII de La Rochefoucauld, nobile, militare e politico francese (n. 1765)
- 1851 - Giuseppe Girometti, incisore italiano (n. 1780)
- 1853 - Sarah Child Villiers, nobildonna inglese (n. 1822)
- 1853 - Henry Somerset, VII duca di Beaufort, politico e ufficiale inglese (n. 1792)
- 1856 - John Eaton, politico e diplomatico statunitense (n. 1790)
- 1856 - Rodolfo Vantini, ingegnere e architetto italiano (n. 1792)
- 1858 - Robert Owen, inventore, imprenditore e sindacalista britannico (n. 1771)
- 1859 - James Ward, pittore e incisore inglese (n. 1769)
- 1861 - Giusto Recanati, cardinale e vescovo cattolico italiano (n. 1789)
- 1862 - Leopold Kupelwieser, pittore austriaco (n. 1796)
- 1863 - John Brown, compositore di scacchi britannico (n. 1827)
- 1864 - Alessandro Della Rovere, politico e generale italiano (n. 1815)
- 1865 - Cesare Badiali, baritono italiano (n. 1810)
- 1870 - Nicola Maresca Donnorso di Serracapriola, diplomatico e politico italiano (n. 1790)
- 1870 - Alexandre Pierre Moline de Saint-Yon, generale, politico e scrittore francese (n. 1786)
- 1872 - Robert Turnbull Macpherson, fotografo scozzese (n. 1814)
- 1872 - Luigi Mercantini, poeta e patriota italiano (n. 1821)
- 1873 - Edmund di Schwarzenberg, austriaco (n. 1803)
- 1875 - Hilario Ascásubi, poeta argentino (n. 1807)
- 1875 - Jacques-Marie-Achille Ginoulhiac, teologo, scrittore e arcivescovo cattolico francese (n. 1806)
- 1875 - Charles Vignoles, ingegnere britannico (n. 1793)
- 1879 - Charles Jacquinot, ammiraglio e generale francese (n. 1796)
- 1882 - Carl Engel, musicologo tedesco (n. 1818)
- 1882 - Daniel Gabriel Lichard, scrittore, insegnante e giornalista slovacco (n. 1812)
- 1884 - Giovanni Bolis, militare, funzionario e prefetto italiano (n. 1831)
- 1884 - Louis Marie Quicherat, latinista, lessicografo e musicologo francese (n. 1799)
- 1884 - Napoleone Salaghi, medico italiano (n. 1810)
- 1885 - Gustav Seyffarth, egittologo e scrittore tedesco (n. 1796)
- 1885 - Giovanni Giacomo della Bona, vescovo cattolico italiano (n. 1814)
- 1887 - Andreas Räß, vescovo cattolico tedesco (n. 1794)
- 1888 - Dora d'Istria, scrittrice e nobildonna romena (n. 1828)
- 1891 - José María Iglesias, politico messicano (n. 1823)
- 1893 - Alessandro I di Bulgaria, sovrano (n. 1857)
- 1893 - Caroline Barbot, soprano francese (n. 1830)
- 1893 - Hippolyte Destailleur, architetto e storico dell'arte francese (n. 1822)
- 1897 - Caroline Shirley, nobildonna inglese (n. 1818)
- 1898 - Achille Costa, entomologo italiano (n. 1823)

## XX secolo(231)
- 1901 - Giuseppe Camillo Giordano, botanico italiano (n. 1841)
- 1902 - Hugh Price Hughes, religioso britannico (n. 1847)
- 1902 - Leonard Landois, fisiologo tedesco (n. 1837)
- 1904 - Luigi Borsari, archeologo italiano
- 1905 - Filippo del Belgio, principe belga (n. 1837)
- 1905 - Adolfo di Lussemburgo, sovrano (n. 1817)
- 1907 - Francis Leopold McClintock, ammiraglio e esploratore irlandese (n. 1819)
- 1908 - Lydia Thompson, danzatrice e attrice britannica (n. 1838)
- 1910 - Giuseppe de Lieto, avvocato e politico italiano (n. 1869)
- 1910 - Carlo Dossi, scrittore, diplomatico e archeologo italiano (n. 1849)
- 1911 - Francesco Maria Traina, vescovo cattolico italiano (n. 1838)
- 1912 - Richard Norman Shaw, architetto scozzese (n. 1831)
- 1912 - Joseph M. Terrell, politico statunitense (n. 1861)
- 1913 - Mathilde Marchesi, mezzosoprano tedesca (n. 1821)
- 1914 - František Víťazoslav Sasinek, storico e presbitero slovacco (n. 1830)
- 1915 - Henry Charlton Bastian, fisiologo e neurologo inglese (n. 1837)
- 1915 - Luigi d'Isengard, militare, patriota e presbitero italiano (n. 1843)
- 1916 - Gennaro Minervini, prefetto, giornalista e politico italiano (n. 1847)
- 1917 - Garibaldo Affanni, scultore italiano (n. 1861)
- 1917 - Gino Barbieri, incisore e pittore italiano (n. 1885)
- 1917 - Giuseppe Carle, filosofo italiano (n. 1845)
- 1917 - Charles Holroyd, pittore inglese (n. 1861)
- 1917 - Auguste Rodin, scultore e pittore francese (n. 1840)
- 1920 - Stefano Caronia, presbitero italiano (n. 1876)
- 1920 - Mario Caserini, regista, attore e sceneggiatore italiano (n. 1874)
- 1920 - Bartolomeo Peyrot, alpinista italiano (n. 1836)
- 1921 - Ottone Brentari, geografo, storico e giornalista italiano (n. 1852)
- 1922 - Robert Comtesse, politico svizzero (n. 1847)
- 1922 - Luke Edward Wright, politico statunitense (n. 1846)
- 1923 - Anthony Caminetti, avvocato e politico statunitense (n. 1854)
- 1924 - Luigi Cavalli, politico italiano (n. 1839)
- 1924 - Gregorio VII di Costantinopoli, arcivescovo ortodosso greco (n. 1850)
- 1924 - Konrad Hirsch, calciatore svedese (n. 1900)
- 1924 - Eugène Simon, naturalista francese (n. 1848)
- 1925 - Guy Rose, pittore statunitense (n. 1867)
- 1926 - Harold Vosburgh, attore statunitense
- 1927 - Adol'f Abramovič Ioffe, rivoluzionario, politico e diplomatico sovietico (n. 1883)
- 1927 - George Powell, golfista statunitense (n. 1869)
- 1927 - Alessandro Sacheri, poeta, letterato e giornalista italiano (n. 1866)
- 1927 - Yusuf ben al-Hasan, sultano marocchino (n. 1882)
- 1927 - Jan Van Beers, pittore belga (n. 1852)
- 1928 - Lala Lajpat Rai, attivista indiano (n. 1865)
- 1929 - Giuseppe Beati, militare e aviatore italiano (n. 1899)
- 1929 - Herman Hollerith, ingegnere statunitense (n. 1860)
- 1929 - Otto Huber, militare e aviatore italiano (n. 1901)
- 1931 - Georgi Atanasov, musicista, compositore e direttore d'orchestra bulgaro (n. 1882)
- 1931 - Helmut Kolle, pittore tedesco (n. 1899)
- 1931 - Angelo Oliviero Olivetti, politico, politologo e giornalista italiano (n. 1874)
- 1931 - Edward Simmons, pittore statunitense (n. 1852)
- 1931 - Giuseppe Stagno d'Alcontres, nobile e geografo italiano (n. 1859)
- 1934 - Gaëtan Gatian de Clérambault, psichiatra francese (n. 1872)
- 1934 - Gustavo Matteoni, arcivescovo cattolico italiano (n. 1887)
- 1934 - Joachim Ringelnatz, scrittore, cabarettista e pittore tedesco (n. 1883)
- 1934 - Gabriel Van Dievoet, pittore e decoratore belga (n. 1875)
- 1936 - John Bowers, attore statunitense (n. 1885)
- 1936 - Julien Noël Costantin, botanico e micologo francese (n. 1857)
- 1936 - Angelo Mauri, politico e antifascista italiano (n. 1873)
- 1936 - Alexandros Papanastasiou, politico greco (n. 1876)
- 1936 - Ernestine Schumann-Heink, contralto ceca (n. 1861)
- 1937 - Luigi Agretti, pittore e decoratore italiano (n. 1877)
- 1937 - Giovanni Grande, pittore italiano (n. 1887)
- 1938 - Hans Larwin, pittore austriaco (n. 1873)
- 1938 - Hubert S. Martin, diplomatico e educatore britannico (n. 1879)
- 1938 - Ante Trumbić, politico croato (n. 1864)
- 1939 - Luigi Bozino, avvocato e dirigente sportivo italiano (n. 1855)
- 1939 - Aurelio Mosquera, politico ecuadoriano (n. 1883)
- 1940 - Sylvia Ashton, attrice statunitense (n. 1880)
- 1940 - Antonio Di Napoli, militare italiano (n. 1913)
- 1940 - Eric Gill, designer inglese (n. 1882)
- 1940 - Franco Sampietro, militare italiano (n. 1917)
- 1941 - Edmond Haraucourt, scrittore francese (n. 1856)
- 1941 - Duncan McLean, calciatore scozzese (n. 1868)
- 1941 - Gerhard Pleiß, militare tedesco (n. 1915)
- 1941 - Ernst Udet, generale e aviatore tedesco (n. 1896)
- 1942 - Max Herrmann, storico tedesco (n. 1865)
- 1942 - Nikolaj Nikolaevič Rjumin, scacchista sovietico (n. 1908)
- 1943 - Hooper Atchley, attore statunitense (n. 1887)
- 1943 - Antonio Baslini, politico italiano (n. 1869)
- 1943 - Eugenio Beccegato, vescovo cattolico italiano (n. 1862)
- 1943 - Paul Landormy, musicologo francese (n. 1869)
- 1943 - Francesco Martella, antifascista italiano (n. 1898)
- 1943 - Vittorio Meneghini, militare italiano (n. 1900)
- 1943 - Ferdinando Raucci, militare italiano (n. 1891)
- 1943 - Ettore Schinelli, organista e compositore italiano (n. 1878)
- 1943 - Kōichi Shiozawa, ammiraglio giapponese (n. 1881)
- 1943 - Alessandro Tasca, politico italiano (n. 1874)
- 1943 - Goffredo Zignani, militare italiano (n. 1904)
- 1944 - Ettore Archinti, scultore e politico italiano (n. 1878)
- 1944 - Ventura Fernández López, scrittore, poeta e drammaturgo spagnolo (n. 1866)
- 1944 - Raffaele Menici, militare e partigiano italiano (n. 1895)
- 1945 - Emilio Canzi, partigiano italiano (n. 1893)
- 1945 - Giuseppe De Capitani d'Arzago, politico e banchiere italiano (n. 1870)
- 1945 - Manolo, scultore, pittore e poeta spagnolo (n. 1872)
- 1945 - Federico Francesco IV di Meclemburgo-Schwerin, sovrano tedesco (n. 1882)
- 1946 - Luigi Bosi, politico italiano (n. 1874)
- 1946 - Max von Oppenheim, diplomatico e archeologo tedesco (n. 1860)
- 1947 - Ricarda Huch, scrittrice tedesca (n. 1864)
- 1947 - Josafat Kocylovs'kyj, vescovo cattolico ucraino (n. 1876)
- 1947 - Emil Racoviță, biologo, zoologo e speleologo rumeno (n. 1868)
- 1947 - Victor Serge, scrittore e rivoluzionario russo (n. 1890)
- 1949 - Bernardo Dessau, fisico tedesco (n. 1863)
- 1950 - Vilhelm Lange, ginnasta danese (n. 1893)
- 1951 - Edward Jones, giocatore di lacrosse britannico (n. 1881)
- 1952 - Melchiade Gabba, generale e politico italiano (n. 1874)
- 1952 - Charles Penrose, attore e comico inglese (n. 1873)
- 1953 - Leonard Forrer, numismatico svizzero (n. 1869)
- 1953 - Thelma Salter, attrice statunitense (n. 1908)
- 1953 - Ernesto Vota, dirigente sportivo e arbitro di calcio italiano (n. 1886)
- 1954 - Tadeusz Banachiewicz, astronomo e matematico polacco (n. 1882)
- 1954 - Clodoveo d'Assia-Philippsthal-Barchfeld, nobile (n. 1876)
- 1955 - Arthur Havemeyer, golfista statunitense (n. 1882)
- 1955 - Robert Holmes, calciatore inglese (n. 1865)
- 1955 - James P. Johnson, compositore e pianista statunitense (n. 1894)
- 1955 - Tommy O'Brien, cestista statunitense (n. 1916)
- 1955 - Helmuth Weidling, generale tedesco (n. 1891)
- 1956 - Giuliano Bonazzi, bibliotecario italiano (n. 1863)
- 1956 - John Evershed, astronomo britannico (n. 1864)
- 1957 - Vivian Rich, attrice statunitense (n. 1893)
- 1957 - Cora Witherspoon, attrice statunitense (n. 1890)
- 1958 - Frank Cadogan Cowper, pittore inglese (n. 1877)
- 1958 - Marcelle Meyer, pianista francese (n. 1897)
- 1958 - Yutaka Taniyama, matematico giapponese (n. 1927)
- 1959 - Saverio Gatto, scultore, pittore e disegnatore italiano (n. 1877)
- 1959 - Robert Roth, lottatore svizzero (n. 1898)
- 1959 - Heitor Villa-Lobos, compositore e polistrumentista brasiliano (n. 1887)
- 1959 - Leopoldo Zurlo, politico italiano (n. 1875)
- 1960 - Walter Bauer, teologo, lessicografo e grecista tedesco (n. 1877)
- 1960 - Agnes Bennett, medico neozelandese (n. 1872)
- 1961 - Giovanni Boaga, matematico e geodeta italiano (n. 1902)
- 1961 - Otto Brändli, calciatore svizzero
- 1961 - Antonio Era, giurista italiano (n. 1889)
- 1962 - Thaulow Goberg, allenatore di calcio e calciatore norvegese (n. 1897)
- 1962 - Giovanni Roveda, antifascista, sindacalista e politico italiano (n. 1894)
- 1964 - Karl Arning, generale tedesco (n. 1892)
- 1964 - Lidija Ryndina, attrice russa (n. 1883)
- 1965 - Egidio Lari, arcivescovo cattolico italiano (n. 1882)
- 1966 - James Jabara, militare e aviatore statunitense (n. 1923)
- 1966 - Walden Martin, ciclista su strada statunitense (n. 1891)
- 1967 - Bo Bergman, scrittore, poeta e critico letterario svedese (n. 1869)
- 1967 - Rose Bowes-Lyon, contessa Granville, nobildonna scozzese (n. 1890)
- 1967 - Vincenzo Di Donato, compositore e violoncellista italiano (n. 1887)
- 1967 - August Fager, mezzofondista statunitense (n. 1891)
- 1968 - Mervyn Peake, scrittore, pittore e illustratore inglese (n. 1911)
- 1971 - Debaki Bose, regista, sceneggiatore e attore indiano (n. 1898)
- 1971 - Gladys Cooper, attrice britannica (n. 1888)
- 1971 - Bortolo Eugenio Fina, politico italiano (n. 1896)
- 1971 - Leslie Godfree, tennista britannico (n. 1885)
- 1971 - Jean-François Jannekeyn, aviatore, generale e politico francese (n. 1892)
- 1971 - Fania Marinoff, attrice russa (n. 1890)
- 1972 - Léopold Dion, serial killer canadese (n. 1920)
- 1972 - Thomas Kinkaid, ammiraglio statunitense (n. 1888)
- 1972 - Eugène Minkowski, psichiatra francese (n. 1885)
- 1973 - Mirra Alfassa, mistica francese (n. 1878)
- 1974 - Clive Brook, attore britannico (n. 1887)
- 1974 - Erskine H. Childers, politico irlandese (n. 1905)
- 1974 - Pietro Pascoli, politico e giornalista italiano (n. 1896)
- 1975 - Kay Johnson, attrice statunitense (n. 1904)
- 1975 - Vittorio Necchi, imprenditore italiano (n. 1898)
- 1976 - Renato Calapso, matematico italiano (n. 1901)
- 1976 - Joost Meerloo, medico, psichiatra e psicoterapeuta olandese (n. 1903)
- 1976 - Lucia Schiavinato, personalità religiosa italiana (n. 1900)
- 1977 - Zena Keefe, attrice statunitense (n. 1896)
- 1977 - Anzor Kiknadze, judoka sovietico (n. 1934)
- 1977 - Casimiro Torres, calciatore cileno (n. 1905)
- 1978 - Sait Altınordu, calciatore turco (n. 1912)
- 1978 - Milič Blahout, alpinista cecoslovacco (n. 1930)
- 1978 - Vladimir Gajdarov, attore e regista russo (n. 1893)
- 1978 - Gino Visentin, calciatore italiano (n. 1903)
- 1979 - Mario Balistreri, mafioso statunitense (n. 1901)
- 1979 - Anders Ek, attore svedese (n. 1916)
- 1979 - Sixto Escobar, pugile portoricano (n. 1913)
- 1979 - John Glascock, bassista britannico (n. 1951)
- 1979 - Immanuil Velikovskij, psicologo, sociologo e scrittore sovietico (n. 1895)
- 1980 - David Marr, neuroscienziato britannico (n. 1945)
- 1980 - Hans Wetterström, canoista svedese (n. 1923)
- 1981 - Alfredo De Laurentiis, produttore cinematografico italiano (n. 1924)
- 1981 - Giovanni Fenati, pianista, compositore e direttore d'orchestra italiano (n. 1925)
- 1981 - Wilhelm Pelikan, chimico, farmacista e medico austriaco (n. 1893)
- 1981 - Sibyl M. Rock, matematica statunitense (n. 1909)
- 1981 - Raimundo Rolón, generale e politico paraguaiano (n. 1903)
- 1982 - Ruth Donnelly, attrice statunitense (n. 1896)
- 1982 - Eduard Tubin, compositore e direttore d'orchestra estone (n. 1905)
- 1982 - Felix von Heijden, calciatore olandese (n. 1890)
- 1983 - Allan Carlsson, pugile svedese (n. 1910)
- 1983 - Carlo Frassinelli, editore e antifascista italiano (n. 1896)
- 1983 - Mariano Rossini, militare italiano (n. 1894)
- 1984 - Henryk Martyna, calciatore polacco (n. 1907)
- 1984 - Rosario Nicoletti, politico italiano (n. 1931)
- 1984 - Giandante X, pittore, scultore e illustratore italiano (n. 1899)
- 1985 - Augusto Černigoj, pittore sloveno (n. 1898)
- 1985 - Lon Nol, generale e politico cambogiano (n. 1913)
- 1985 - Carlo Alfredo del Liechtenstein, principe liechtensteinese (n. 1910)
- 1986 - Georges Besse, dirigente d'azienda e imprenditore francese (n. 1927)
- 1986 - Harold Grad, matematico statunitense (n. 1923)
- 1987 - Gladys Carson, nuotatrice britannica (n. 1903)
- 1987 - Arrigo Dreoni, pittore italiano (n. 1911)
- 1987 - Oskar Theodor, entomologo e zoologo israeliano (n. 1898)
- 1988 - Francesco Tortora, vescovo cattolico italiano (n. 1915)
- 1989 - Michele Lacerenza, trombettista e compositore italiano (n. 1922)
- 1990 - Erich Fischer, calciatore tedesco (n. 1909)
- 1990 - Robert Hofstadter, fisico statunitense (n. 1915)
- 1990 - Edna Hughes, nuotatrice britannica (n. 1916)
- 1991 - Eileen Agar, pittrice e fotografa britannica (n. 1899)
- 1991 - Maurice Banach, calciatore tedesco (n. 1967)
- 1991 - Alfrēds Krauklis, cestista e allenatore di pallacanestro lettone (n. 1911)
- 1991 - Horst Mühlmann, calciatore e giocatore di football americano tedesco (n. 1940)
- 1991 - Adrian Quist, tennista australiano (n. 1913)
- 1992 - Todd Armstrong, attore statunitense (n. 1937)
- 1992 - Raffaele Bastoni, canoista italiano (n. 1925)
- 1992 - Audre Lorde, poetessa, scrittrice e attivista statunitense (n. 1934)
- 1993 - Eugenio Cenisio, pittore italiano (n. 1923)
- 1993 - Luigi Daga, magistrato italiano (n. 1947)
- 1993 - Amy Jagger, ginnasta britannica (n. 1908)
- 1993 - Gaetano Scardocchia, giornalista e scrittore italiano (n. 1937)
- 1995 - Agasi Arutjunovič Babajan, regista sovietico (n. 1921)
- 1995 - Ferdinando Barison, psichiatra italiano (n. 1906)
- 1995 - Evgenij Bulančik, ostacolista sovietico (n. 1922)
- 1995 - Salvatore Martirano, compositore statunitense (n. 1927)
- 1996 - Michele Abruzzo, attore italiano (n. 1904)
- 1996 - Fabrizio De Chiara, pugile italiano (n. 1971)
- 1996 - Kurt von Ruffin, attore tedesco (n. 1901)
- 1997 - Walter Moraes, giurista brasiliano (n. 1934)
- 1998 - Cornelia Bouman, tennista olandese (n. 1903)
- 1998 - Reinette l'Oranaise, cantante e compositrice algerina (n. 1918)
- 1998 - Weeb Ewbank, allenatore di football americano statunitense (n. 1907)
- 1998 - Efim Petrovič Geller, scacchista sovietico (n. 1925)
- 1998 - Esther Rolle, attrice e danzatrice statunitense (n. 1920)
- 1999 - Faubion Bowers, iamatologo e scrittore statunitense (n. 1917)
- 2000 - William J. Murnane, egittologo statunitense (n. 1945)
- 2000 - Louis Néel, fisico francese (n. 1904)
- 2000 - Bim Sherman, cantante e musicista giamaicano (n. 1950)

## XXI secolo(128)
- 2001 - Michael Karoli, chitarrista, violinista e compositore tedesco (n. 1948)
- 2001 - Billy Vessels, giocatore di football americano statunitense (n. 1931)
- 2001 - Vitalij Zastuchov, cestista sovietico (n. 1947)
- 2002 - Abba Eban, politico e diplomatico sudafricano (n. 1915)
- 2002 - Mariano Faraone, calciatore italiano (n. 1923)
- 2002 - Silvio Mello Grand, politico italiano (n. 1920)
- 2002 - Ben Plucknett, discobolo statunitense (n. 1954)
- 2002 - Marco Somalvico, ingegnere italiano (n. 1941)
- 2002 - Adriaan Verhulst, medievista belga (n. 1929)
- 2003 - Franco Cristofori, giornalista e scrittore italiano (n. 1920)
- 2003 - Gianni Facchinello, calciatore italiano (n. 1950)
- 2003 - Don Gibson, cantante statunitense (n. 1928)
- 2003 - Gianfranco Rossinovich, politico e partigiano italiano (n. 1928)
- 2004 - Silvano Ambrosioni, giocatore di baseball e allenatore di baseball italiano (n. 1942)
- 2004 - George Curtis, allenatore di calcio e calciatore inglese (n. 1919)
- 2004 - Mikael Ljungberg, lottatore svedese (n. 1970)
- 2004 - Aleksandr Ragulin, hockeista su ghiaccio sovietico (n. 1941)
- 2005 - Michelangelo Alfano, imprenditore e mafioso italiano (n. 1940)
- 2005 - Andrea Cason, paroliere e scrittore italiano (n. 1920)
- 2005 - Erminio Mascherpa, ingegnere e giornalista italiano (n. 1943)
- 2005 - Sybil Shearer, coreografa, ballerina e scrittrice statunitense (n. 1912)
- 2005 - Gennaro Verolino, arcivescovo cattolico italiano (n. 1906)
- 2006 - Lorenzo Bedeschi, presbitero, partigiano e storico italiano (n. 1915)
- 2006 - Ruth Brown, cantante e attrice statunitense (n. 1928)
- 2006 - Antonio Gridelli, calciatore e allenatore di calcio italiano (n. 1936)
- 2006 - Rubén Martinez, pugile spagnolo (n. 1938)
- 2006 - Ferenc Puskás, calciatore e allenatore di calcio ungherese (n. 1927)
- 2006 - Sulejman Rebac, calciatore e allenatore di calcio jugoslavo (n. 1929)
- 2006 - Uberto Revelli, partigiano italiano (n. 1922)
- 2007 - Ferdinando Baldi, regista e sceneggiatore italiano (n. 1927)
- 2007 - Oleg Georgovič Gazenko, medico e militare russo (n. 1918)
- 2007 - Giovanni Simonelli, sceneggiatore e regista cinematografico italiano (n. 1926)
- 2008 - Peter Aldis, calciatore inglese (n. 1927)
- 2008 - Ennio De Concini, sceneggiatore e regista italiano (n. 1923)
- 2008 - George Stephen Morrison, militare statunitense (n. 1919)
- 2008 - Pete Newell, allenatore di pallacanestro e dirigente sportivo canadese (n. 1915)
- 2008 - Guy Peellaert, fumettista, illustratore e fotografo belga (n. 1934)
- 2009 - José Aboulker, attivista e medico francese (n. 1920)
- 2009 - Franco Bergamini, clarinettista italiano (n. 1933)
- 2009 - John Craxton, pittore britannico (n. 1922)
- 2009 - Josine van Dalsum, attrice olandese (n. 1948)
- 2009 - Amelia J. Gordon, politica filippina (n. 1919)
- 2009 - Giuliana Segre, traduttrice, scrittrice e antifascista italiana (n. 1911)
- 2010 - Benito Falvo, politico italiano (n. 1924)
- 2010 - Fulvio Fo, scrittore, produttore cinematografico e sceneggiatore italiano (n. 1928)
- 2010 - Raffaele Garzia, politico italiano (n. 1923)
- 2010 - Leonid Kolesnikov, nuotatore sovietico (n. 1937)
- 2010 - Davide Lopez, psicoanalista e aforista italiano (n. 1925)
- 2010 - Domenico Musti, storico italiano (n. 1934)
- 2010 - Nena, calciatore brasiliano (n. 1923)
- 2011 - José de Aquino Pereira, vescovo cattolico portoghese (n. 1920)
- 2011 - Alexis Phạm Văn Lộc, vescovo cattolico vietnamita (n. 1919)
- 2012 - Ilija Argirov, cantante bulgaro (n. 1931)
- 2012 - Jean Deschazeaux, pilota di rally marocchino (n. 1926)
- 2012 - Armand Desmet, ciclista su strada belga (n. 1931)
- 2012 - Margaret Yorke, scrittrice britannica (n. 1924)
- 2013 - Alfred Blake, ufficiale e politico britannico (n. 1915)
- 2013 - Joe Dean, cestista e dirigente sportivo statunitense (n. 1930)
- 2013 - Syd Field, sceneggiatore statunitense (n. 1935)
- 2013 - Mario Leone, politico italiano (n. 1922)
- 2013 - Doris Lessing, scrittrice britannica (n. 1919)
- 2014 - Willy Burgdorfer, batteriologo svizzero (n. 1925)
- 2014 - Irena Górka, cestista polacca (n. 1940)
- 2014 - Rokurō Naya, doppiatore giapponese (n. 1932)
- 2014 - Ilija Pantelić, calciatore jugoslavo (n. 1942)
- 2014 - Jimmy Ruffin, cantante statunitense (n. 1936)
- 2014 - Paolo Emilio Taddei, politico italiano (n. 1949)
- 2015 - Juan Bosch, regista e sceneggiatore spagnolo (n. 1925)
- 2015 - Mario Cervi, giornalista, saggista e storico italiano (n. 1921)
- 2015 - Drago Grubelnik, sciatore alpino e allenatore di sci alpino sloveno (n. 1976)
- 2016 - Whitney Smith, storico e disegnatore statunitense (n. 1940)
- 2017 - Piero Baccelli, politico italiano (n. 1928)
- 2017 - Beryl Bartlett, tennista sudafricana (n. 1924)
- 2017 - Luigi Bertocchi, ostacolista italiano (n. 1965)
- 2017 - Earle Hyman, attore statunitense (n. 1926)
- 2017 - Bal Thackeray, politico indiano (n. 1926)
- 2017 - Totò Riina, mafioso e terrorista italiano (n. 1930)
- 2017 - Aleksandr Sal'nikov, cestista sovietico (n. 1949)
- 2017 - Rikard Wolff, attore, cantante e doppiatore svedese (n. 1958)
- 2017 - Wan Zawawi, calciatore malaysiano (n. 1949)
- 2018 - Gene Berce, cestista statunitense (n. 1926)
- 2018 - Barrie Betts, calciatore inglese (n. 1932)
- 2018 - Mario Coloretti, scrittore italiano (n. 1958)
- 2018 - Eduard von Falz-Fein, bobbista, dirigente sportivo e filantropo russo (n. 1912)
- 2018 - Jim Iley, allenatore di calcio e calciatore inglese (n. 1935)
- 2018 - Giovanni Lombardo, dirigente d'azienda italiano (n. 1915)
- 2018 - Oddone Longo, grecista e filologo classico italiano (n. 1930)
- 2019 - Enzo D'Ambrosio, produttore cinematografico italiano (n. 1931)
- 2019 - Siegfried Kaiser, calciatore tedesco orientale (n. 1926)
- 2019 - Cosimo Marco Mazzoni, giurista e saggista italiano (n. 1943)
- 2019 - Adnan Pachachi, politico e diplomatico iracheno (n. 1923)
- 2020 - Daniela Calvino, attrice italiana (n. 1938)
- 2020 - Angelo Caroli, giornalista, scrittore e calciatore italiano (n. 1937)
- 2020 - Walt Davis, altista e cestista statunitense (n. 1931)
- 2020 - Roland Hermann, baritono tedesco (n. 1936)
- 2020 - Sverre Olsen, calciatore norvegese (n. 1928)
- 2020 - Jean Ramez, schermidore francese (n. 1932)
- 2020 - Saviana Scalfi, attrice e regista teatrale italiana (n. 1938)
- 2021 - Leonid Bartenev, velocista sovietico (n. 1933)
- 2021 - Young Dolph, rapper statunitense (n. 1985)
- 2021 - Jimmie Durham, attivista e artista statunitense (n. 1940)
- 2021 - Theuns Jordaan, cantautore e chitarrista sudafricano (n. 1971)
- 2021 - Art LaFleur, attore statunitense (n. 1943)
- 2021 - Christine Laszar, attrice tedesca (n. 1931)
- 2021 - Félix Cuadrado Lomas, pittore spagnolo (n. 1930)
- 2021 - Igor' Savočkin, attore russo (n. 1963)
- 2022 - Ernesto Abaterusso, politico italiano (n. 1956)
- 2022 - Azio Corghi, compositore e musicologo italiano (n. 1937)
- 2022 - Aleksandr Gorškov, danzatore su ghiaccio sovietico (n. 1946)
- 2022 - Marino Parisotto, fotografo italiano (n. 1962)
- 2022 - Gerhard Rodax, calciatore austriaco (n. 1965)
- 2022 - Marcus Sedgwick, scrittore e illustratore britannico (n. 1968)
- 2022 - Tomáš Svoboda, compositore e pianista cecoslovacco (n. 1939)
- 2023 - Charlie Dominici, cantante statunitense (n. 1951)
- 2023 - Domenica Ercolani, supercentenaria italiana (n. 1910)
- 2023 - Zdeněk Groessl, pallavolista e allenatore di pallavolo cecoslovacco (n. 1941)
- 2023 - Henning Munk Jensen, calciatore danese (n. 1947)
- 2023 - Suzanne Shepherd, attrice e regista teatrale statunitense (n. 1934)
- 2023 - Henri Stambouli, calciatore e allenatore di calcio francese (n. 1961)
- 2023 - Bob de Groot, fumettista belga (n. 1941)
- 2024 - Stefano Altieri, attore italiano (n. 1930)
- 2024 - Bernard Chiarelli, calciatore e allenatore di calcio francese (n. 1934)
- 2024 - Wesley Cox, cestista statunitense (n. 1955)
- 2024 - Renato Gavinelli, calciatore italiano (n. 1943)
- 2024 - Vincenzo Perrone, politico italiano (n. 1937)
- 2024 - Allan Svensson, attore svedese (n. 1951)
- 2024 - Hugo Villaverde, calciatore argentino (n. 1954)
- 2024 - Muazzez İlmiye Çığ, archeologa, antropologa e scrittrice turca (n. 1914)

## Senza anno specificato(1)
- Ugo di Novara di Sicilia, abate francese